# Thrixspermum affine
Thrixspermum affine är en orkidéart som beskrevs av Rudolf Schlechter. Thrixspermum affine ingår i släktet Thrixspermum och familjen orkidéer. Inga underarter finns listade i Catalogue of Life.